# بيبي موري
بيبي موري (بالإسبانية: José Moré Bonet) هو لاعب كرة قدم ومدرب كرة قدم إسباني في مركز الوسط، ولد في 29 يناير 1953 في لا أميتيلا في إسبانيا. لعب مع ريال بلد الوليد ونادي برشلونة.